# Папа, Гвидо де
Гвидо де Папа (Guido De Papa, его фамилию также пишут как de Papareschi, Paparoni) — католический церковный деятель XIII века. На консистории в сентябре 1190 года стал кардиналом-дьяконом без титула. В 1199 году стал кардиналом-священником с титулом церкви Санта-Мария-ин-Трастевере. В 1207 году стал кардиналом-епископом диоцеза Палестрины. Участвовал в выборах папы 1191 (Целестин III), 1198 (Иннокентий III) и 1216 (Гонорий III) годов.